# Almanon (cràter)

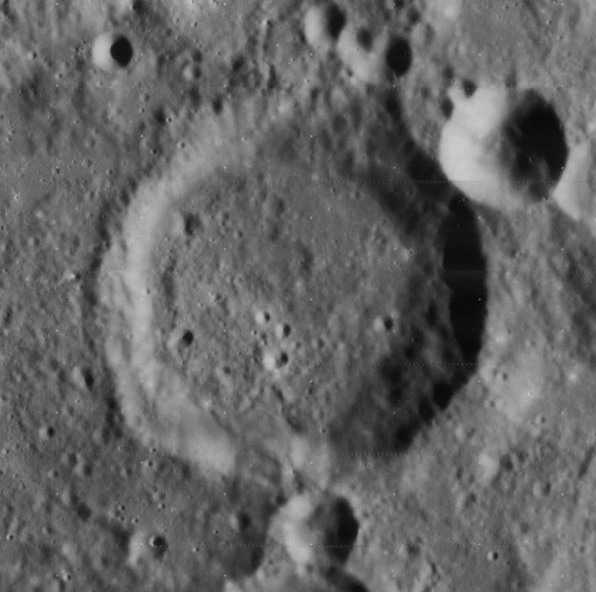
Fotografia de la missió Lunar Orbiter 4 (1967)

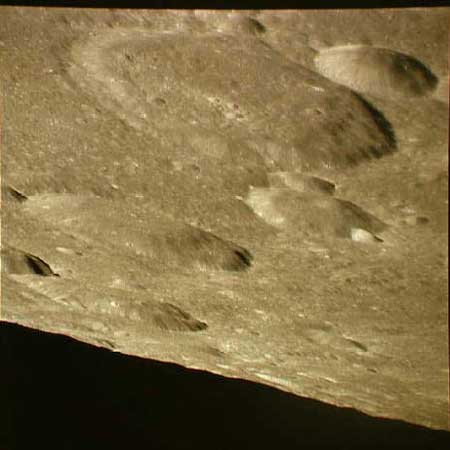
Fotografia de la missió Apol·lo 16

Almanon és un cràter d'impacte situat en les escarpades terres altes de la regió sud-central de la Lluna. Es troba al sud-sud-est del cràter Abulfeda i al nor-nord-est del cràter Geber. La cadena de cràters denominada Catena Abulfeda forma una línia des del bord sud de Abulfeda fins al bord nord de Almanon, i continua altres 210 quilòmetres fins al cingle de Rupes Altai.

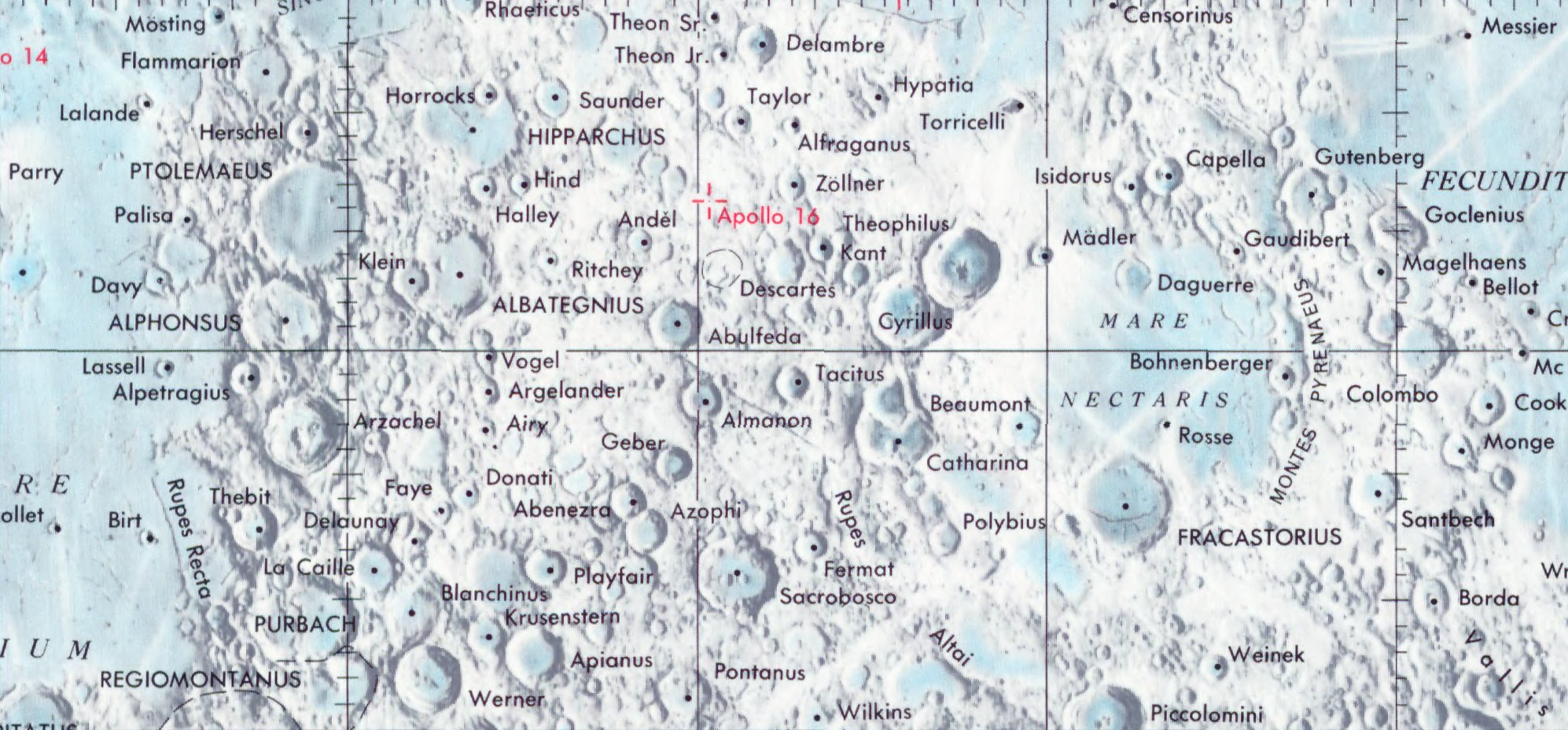
Localització d'Almanon (centre de la imatge)

La vora d'Almanon té forma de cercle lleugerament deformat, amb protuberàncies cap a l'exterior al nord i al sud-oest. Els cràters satèl·lit Almanon A i Almanon B es troben units a l'exterior de la vora meridional. La paret interior és més ampla al llarg del costat oriental que en la resta del perímetre. Cràters petits, que pertanyen a la Catena Abulfeda, envaeixen lleugerament el bord nord-est. En general, la paret exterior està desgastada i manca de la nitidesa d'altres cràters més recents, encara que no s'ha vist afectada de manera significativa per la formació de cràters posteriors. La superfície interior és relativament plana i no posseeix característiques notables a part d'uns petits cràters.
Va ser anomenat així en memòria del califa abásida Al-Mamun.

## Cràters satèl·lit
Per convenció aquests elements són identificats en els mapes lunars posant la lletra en el costat del punt central del cràter que està més proper a Almanon.
|         | \| Almanon \| Coordenades \| Diàmetre \| \| ------- \| ------------------------------------ \| -------- \| \| A \| 17° 42′ S, 15° 18′ E / 17.7°S,15.3°E \| 10 km \| \| B \| 18° 18′ S, 15° 18′ E / 18.3°S,15.3°E \| 25 km \| \| C \| 16° 06′ S, 16° 00′ E / 16.1°S,16.0°E \| 16 km \| \| D \| 18° 36′ S, 15° 36′ E / 18.6°S,15.6°E \| 6 km \| \| E \| 17° 54′ S, 13° 42′ E / 17.9°S,13.7°E \| 5 km \| \| F \| 15° 54′ S, 14° 18′ E / 15.9°S,14.3°E \| 5 km \| \| G \| 17° 48′ S, 14° 36′ E / 17.8°S,14.6°E \| 5 km \| \| H \| 19° 00′ S, 15° 18′ E / 19.0°S,15.3°E \| 6 km \| \| K \| 15° 48′ S, 15° 24′ E / 15.8°S,15.4°E \| 8 km \| \| L \| 18° 54′ S, 16° 36′ E / 18.9°S,16.6°E \| 6 km \| \| P \| 18° 30′ S, 17° 00′ E / 18.5°S,17.0°E \| 8 km \| \| Q \| 18° 06′ S, 17° 00′ E / 18.1°S,17.0°E \| 5 km \| \| R \| 18° 12′ S, 15° 54′ E / 18.2°S,15.9°E \| 4 km \| |          |
| Almanon | Coordenades | Diàmetre |
| A       | 17° 42′ S, 15° 18′ E / 17.7°S,15.3°E | 10 km    |
| B       | 18° 18′ S, 15° 18′ E / 18.3°S,15.3°E | 25 km    |
| C       | 16° 06′ S, 16° 00′ E / 16.1°S,16.0°E | 16 km    |
| D       | 18° 36′ S, 15° 36′ E / 18.6°S,15.6°E | 6 km     |
| E       | 17° 54′ S, 13° 42′ E / 17.9°S,13.7°E | 5 km     |
| F       | 15° 54′ S, 14° 18′ E / 15.9°S,14.3°E | 5 km     |
| G       | 17° 48′ S, 14° 36′ E / 17.8°S,14.6°E | 5 km     |
| H       | 19° 00′ S, 15° 18′ E / 19.0°S,15.3°E | 6 km     |
| K       | 15° 48′ S, 15° 24′ E / 15.8°S,15.4°E | 8 km     |
| L       | 18° 54′ S, 16° 36′ E / 18.9°S,16.6°E | 6 km     |
| P       | 18° 30′ S, 17° 00′ E / 18.5°S,17.0°E | 8 km     |
| Q       | 18° 06′ S, 17° 00′ E / 18.1°S,17.0°E | 5 km     |
| R       | 18° 12′ S, 15° 54′ E / 18.2°S,15.9°E | 4 km     |